# Coordinadora de Presos en Lluita
La Coordinadora de Presos en Lluita (COPEL) fou un moviment creat a la fi de 1976 a la presó madrilenya de Carabanchel per un grup de presos amb suport d'un grup d'advocats i que tenia l'objectiu d'aconseguir l'amnistia o l'indult general i canviar les normes de vida a l'interior de les presons. Estava inspirat en el Groupe d'information sur les prisons, creat el 1971 a l'Estat francès per iniciativa del filòsof Michel Foucault.

## Reivindicacions
El 23 de gener de 1977, la COPEL va publicar un comunicat en el qual exposava les seves reivindicacions concretes i la filosofia que inspirava als seus participants i militants.
- Amnistia o indult general
- Abolició de les tortures i els tractaments que violessin els drets humans
- Una alimentació decent
- Una sanitat efectiva
- Supressió dels càstigs disciplinaris en aïllaments indefinits
- Un règim de visites no humiliant per als presos i les seves famílies o amistats
- La creació de visites íntimes
- La fi de la censura de la correspondència
- La reforma del Codi Penal per adequar les penes a la realitat social
- Un treball remunerat digne
- La supressió de la Ley de vagos y maleantes
- Accés a l'educació i dret a tenir biblioteques
- Millora de les instal·lacions carceràries
- Tenir dret a poder sortir en llibertat condicional
- Redempcions de pena per treball per a tots els presos per igual[2]

Alhora es fundava l'Asociación de Familiares y Amigos de Presos (AFAPE) per a difondre a l'exterior de les presons les seves reivindicacions.

## Accions de protesta
Des de febrer de 1977 es van organitzar diverses accions reivindicatives, com la jornada de solidaritat amb els presos feta a la Facultat de Ciències de la Informació de Madrid el 3 de març de 1977 en la que hi va participar un membre de COPEL i aconseguiren el suport de José Luis López Aranguren, Chicho Sánchez Ferlosio, Agustín García Calvo i Fernando Savater.
L'acció més sonada fou el motí organitzat a la presó de Carabanchel el 18 de juliol de 1977, durant el qual vuit presos van pujar a la teulada de la presó amb una pancarta i l'escut de la COPEL, i quan hi entraren els antidisturbis al voltant de 800 presos pujaren a la teulada cridant Amnistía, mentre d'altres es van tallar les venes per tal de ser duts a l'hospital. El motí fou sufocat quatre dies després i les autoritats van traslladar els presos que havien pujat a la teulada al penal de Cartagena, als que es van tallar les venes al penal de Còrdova, i a d'altres als de Burgos, Ocaña i Dueso. Això no obstant, els motins van estendre's a nombroses presons i destacats artistes, polítics i sindicalistes demanaren una amnistia general.
El moment àlgid arribà el 13 de març de 1978 quan l'anarquista català i membre de la COPEL Agustín Rueda Sierra va morir de resultes de les tortures infligides a la presó de Carabanchel. Com a resultat de l'escàndol provocat, el director de la presó fou destituït i fou nomenat un nou Director General d'Institucions Penitenciàries, alhora que la COPEL organitzà una tallada de venes generalitzada a les presons el 10 de maig.
Després de l'aprovació de la Llei Orgànica Penitenciària de 1979, que recollia moltes de les reivindicacions de la COPEL, l'activitat reivindicativa dels presos socials va disminuir: Amadeu Casellas Ramón ha afirmat haver estat militant de la COPEL.